# Rhabdothermincola sediminis
Rhabdothermincola sediminis es una especie de bacteria grampositiva del género Rhabdothermincola. Fue descrita en el año 2021, es la especie tipo. Su etimología hace referencia a sedimento. Es aerobia e inmóvil. Tiene un tamaño de 0,5-0,6 μm de ancho por 0,8-1 μm de largo. Catalasa y oxidasa positivas. Forma colonias de color amarillo claro en agar R2A. También crece en agar TSA y MA pero no en LB. Temperatura de crecimiento entre 37-55 °C, óptima de 45 °C. Tiene un genoma de 1,5 Mpb y un contenido de G+C de 70,5%. Se ha aislado de sedimentos de fuentes termales en la meseta tibetana, China. 